# سناء يوسف
سناء يوسف (27 أبريل 1993 -)، ممثلة تونسية.

## حياتها
حصلت على شهادة البكالوريا شعبة العلوم التجريبية في 2004. كانت مساعدة مخرج بالمعهد العالي للفنون الملتيميديا عام 2008 ونجحت بأن تكون عضوة بنقابة المهن التمثيلية والفنون الدرامية بتونس.

## أعمالها

### المسلسل
- 1999: حسابات وعقابات
- 2005: دعوة خير
- 2005: عودة المنيار
- 2006: حياة وأماني
- 2007: الليالي البيض
- 2008: صيد الريم
- 2009: صدق وعده
- 2010: السائرون نياما
- 2012: فرقة ناجي عطا الله
- 2013: نقطة ضعف
- 2013: فض اشتباك
- 2014: دلع بنات
- 2020: البيت الكبير (ج3)

### الأفلام
- 2003: العين والليل
- 2008: شطر محبة
- 2008: الحادثة
- 2019: دفع رباعي بقوة

### المسلسلات الإذاعية
- 2018: الكابو

## الجوائز
- 2007: جائزة أحسن ممثلة صاعدة في «مهرجان القاهرة للاعلام العربى الثالث عشر» عن مسلسل «الليالي البيض».
- 2008: جائزة أحسن ممثلة تونسية عن مسلسل «صيد الريم».
- 2012: جائزة أحسن ممثلة عربية لمهرجان مونديال الإذاعة والتلفزيون العربي 2012 بالقاهرة
- 2013: حصلت الفنانة سناء يوسف على جائزة أفضل دور ثاني، عن مسلسل «نقطة ضعف».

## روابط خارجية
- سناء يوسف على موقع IMDb (الإنجليزية)
- سناء يوسف على موقع قاعدة بيانات الأفلام العربية
- سناء يوسف على موقع أول موفي (الإنجليزية)
- سناء يوسف على موقع كينوبويسك (الروسية)